# Савана Семсън
Савана Семсън (на английски: Savanna Samson) е артистичен псевдоним на американската порнографска актриса и безнесдама Натали Оливерос (Natalie Oliveros), родена на 14 октомври 1967 г. в Рочестър, щата Ню Йорк, САЩ.
През 2005 г. е водеща на церемонията по връчване на наградите на AVN.
Занимава се и с частен бизнес като производител на вино. Първата ѝ марка вино се нарича „Соньо Уно“, което в превод от италиански означава една мечта. То е класирано на 91-во място в класацията топ 100 вина на винения критик Робърт М. Паркър. През 2011 г. Семсън купува мажоритарен дял на винарната „La Fiorita“ в град Монталчино в южната част на Тоскана, Италия.

## Личен живот
Семсън има син – Лучино.

## Награди и номинации
- 2011: AVN зала на славата.[9][10]
- 2016: Вивид Ентъртейнмънт зала на славата.[1]

Носителка на индивидуални награди
- 2004: AVN награда за най-добра актриса (филм).[11]
- 2005: Eroticline награда за най-добра еротична актриса в света.[12]
- 2006: AVN награда за най-добра актриса (филм) – „Новият дявол в госпожица Джоунс“.[13]
- 2006: XRCO награда за най-добро женско изпълнение (най-добра актриса).[14]

Носителка на награди за изпълнение на сцени
- 2004: AVN награда за най-добра групова секс сцена (филм) – за изпълнението на сцена във филма Looking In.[11]
- 2005: AVN награда за най-добра секс сцена само с момичета (филм) – съносителка с Джена Джеймисън за изпълнение на сцена във филма „Масажистката“.[15]
- 2005: AVN награда за най-добра групова секс сцена (филм) – съносителка с Кацуни и Алек Метро за изпълнение на сцена във филма „Двойна идентичност“.[15]

Номинации за индивидуални награди
- 2004: Номинация за AVN награда за жена изпълнител на годината.[16]
- 2004: Номинация за AVN награда за най-добра актриса (видео).[16]
- 2005: Номинация за AVN награда за жена изпълнител на годината.[9][17]
- 2005: Номинация за AVN награда за най-добра актриса (филм).[9]
- 2005: Номинация за AVN награда за най-добра актриса (видео) – за изпълнението на ролята ѝ във филма „Случаят“.[17][9]
- 2005: Номинация за XRCO награда за жена изпълнител на годинта.[18][19]
- 2006: Номинация за AVN награда за най-добра актриса (видео).[9]
- 2006: Номинация за F.A.M.E. награда за любима порноактриса.[20]
- 2006: Номинация за Temptation награда за най-добра актриса (филм) – за изпълнението на ролята ѝ във филма „Новият дявол в мис Джоунс“.[21]
- 2006: Номинация за Temptation награда за най-добър изпълнител на договор/най-ценна звезда на договор.[21]
- 2006: Номинация за Temptation награда за съблазнителка.[21]
- 2007: Номинация за AVN награда за Crossover звезда на годината.[22]
- 2007: Номинация за AVN награда за звезда на годината на договор.[22]
- 2008: Номинация за AVN награда за жена изпълнител на годината.[23]
- 2008: Номинация за AVN награда за най-добра актриса (филм).[9]
- 2008: Номинация за AVN награда за най-добра актриса (видео).[9]
- 2008: Номинация за AVN наградата на Джена Джеймисън за Crossover звезда на годината.[23]
- 2008: Номинация за XRCO награда за MILF на годината.[9][18]
- 2009: Номинация за AVN награда за най-добра актриса – за изпълнението на ролята ѝ във филма „Майлс от Нийдлис“.[24][9]
- 2010: Номинация за F.A.M.E. награда за най-горещо тяло.[25]
- 2012: Номинация за AVN награда за най-добра актриса.[26]

Номинации за награди за изпълнение на сцени
- 2008: Номинация за AVN награда за най-добра анална секс сцена (филм) – заедно с Мануел Ферара за изпълнението им на сцена във филма „Flasher“.[27]

## Списания
- Maxim, Италия.[28]